# Étoile de Planck
Ne doit pas être confondu avec particule de Planck.
« Étoile de Planck (Wing Commander) » redirige ici. Pour les autres significations, voir Étoile (homonymie) et Planck.
Une étoile de Planck, (en anglais : Planck star) est un type hypothétique d'étoile qui serait un objet compact du genre étoile exotique. Elle peut être définie, en première approximation, comme le stade de l'évolution stellaire où la densité (volumique) d'énergie de l'étoile, exprimée en termes de masse volumique, atteint une valeur de l'ordre de celle de la densité de Planck.
Son existence, prédite dans le cadre de la gravitation quantique à boucles, a été suggérée en janvier 2014 par deux physiciens italiens : Carlo Rovelli, de l'université d'Aix-Marseille, et Francesca Vidotto, de l'université Radboud de Nimègue. Depuis lors, le modèle de l'étoile de Planck a été repris et développé par Carlo Rovelli avec Francesca Vidotto, Aurélien Barrau et Hal M. Haggard.

## Désignation
L'étoile de Planck est ainsi désignée en l'honneur du physicien allemand Max Planck (1858-1947), initiateur, en 1899-1900, du système d'unités naturelles dites unités de Planck et lauréat, en 1918, du prix Nobel de physique pour ses travaux en théorie des quanta.

## Présentation
La théorie de la relativité générale explique que toute matière franchissant l'horizon du trou noir est irrémédiablement attirée par l'astre sans pouvoir s’en échapper. Ainsi toute la matière ayant franchi l'horizon s'effondre vers le centre de l'astre qui finirait par avoir une densité infinie. Cette perspective conduit à une « singularité gravitationnelle » où le temps se figerait.
Pour les tenants d'une théorie quantique de la gravitation, une telle singularité n'est pas réaliste car à ces densités extrêmes on ne peut plus faire abstraction des effets de la physique quantique. Celle-ci permet de prédire la taille minimale que peut prendre un trou noir. L'étoile de Planck serait ainsi cet objet, de densité extrême mais finie, auquel aboutirait l'effondrement d'un trou noir sur lui-même.
D'après ce modèle, au-delà de l'horizon, l'étoile poursuivrait son effondrement jusqu'à ce qu'elle atteigne l'état d'une étoile de Planck, c'est-à-dire jusqu'à ce que sa densité (volumique) d'énergie atteigne la limite de la densité de Planck. Cet état atteint, l'étoile cesserait de s'effondrer et la matière rebondirait, la gravitation devenant transitoirement répulsive, de sorte que, par effet tunnel, le trou noir stellaire exploserait en un trou blanc.